# Lepidiolamprologus kendalli
Lepidiolamprologus kendalli là một loài cá thuộc họ Cichlidae. Nó là loài đặc hữu của Zambia. Môi trường sống tự nhiên của chúng là hồ nước ngọt. Tình trạng bảo tồn của nó hiện chưa đủ thông tin.